# Nachal Bachan
Nachal Bachan (hebrejsky נחל בחן) je vádí na Západním břehu Jordánu a v centrálním Izraeli, v pobřežní nížině.
Začíná v nadmořské výšce okolo 300 metrů nad mořem, poblíž obce Bal'a na Západním břehu Jordánu v západním Samařsku. Směřuje potom pod jménem Vádí Amar k severozápadu odlesněnou kopcovitou krajinou, přičemž z jihu míjí město Dejr al-Ghusun. Stáčí se k západu, pod názvem Vádí al-Šam prochází vesnicí al-Džarušija. Za ní vstupuje na území Izraele, kde mezi obcemi Bat Chefer a Bachan vchází do rovinaté a zemědělsky využívané pobřežní nížiny. Zde podchází těleso dálnice číslo 6. U vesnice Gan Jošija přijímá zprava vádí Nachal Jikon. Vede zcela rovinatou krajinou, kde poté zprava ústí do Nachal Alexander.